# Exalphus spilonotus
Exalphus spilonotus là một loài bọ cánh cứng trong họ Cerambycidae.